# Amolops minutus
Amolops minutus är en groddjursart som beskrevs av Orlov och Ho 2007. Amolops minutus ingår i släktet Amolops och familjen egentliga grodor. IUCN kategoriserar arten globalt som otillräckligt studerad. Inga underarter finns listade i Catalogue of Life.

## Bildgalleri